# Ludwig Gramminger
Ludwig Gramminger, auch genannt „Wiggerl“ Gramminger, (* 11. Juni 1906 in München; † 28. August 1997 ebenda) war Bergwacht-Pionier und gehörte zur Elite der deutschen Bergsteiger.
Er gehörte seit 1925 der Bergwacht an und prägte diese maßgeblich mit. In der Bergrettung leistete er Pionierarbeit bei der Entwicklung der Streckschiene, der Stahlseilwinde, des Akja und der Technik der Bergung aus steilsten Wänden. Er ist der Erfinder des nach ihm benannten Gramminger-Sitzes. Gramminger trug durch seine Arbeit wesentlich zur Rettung vieler Menschen aus Bergnot bei. Ihm gelang die erste sensationelle Bergrettung aus der Hochwanner-Nordwand im Wetterstein und 1957 eine seiner spektakulärsten Rettungsaktionen unter internationaler Beteiligung in der Nordwand des Eiger. 
„...Bei Schneesturm, Nacht und Nebel wurde der Italiener Claudio Corti mit einer Stahlseil-Winde, die Grammingers Erfindung war, nach acht Tagen ohne schwere Verletzungen geborgen und zum Eiger-Gipfel transportiert.“